# Cultura di Mal'ta-Buret'
La cultura di Mal'ta-Buret' è una cultura archeologica del paleolitico superiore (26 000-17 000 a.C. circa) sviluppatasi lungo il corso del fiume Angara, ad occidente del lago Bajkal, nell'attuale Oblast' di Irkutsk in Russia. Prende dal sito archeologico di Mal'ta e da quello di Buret' .

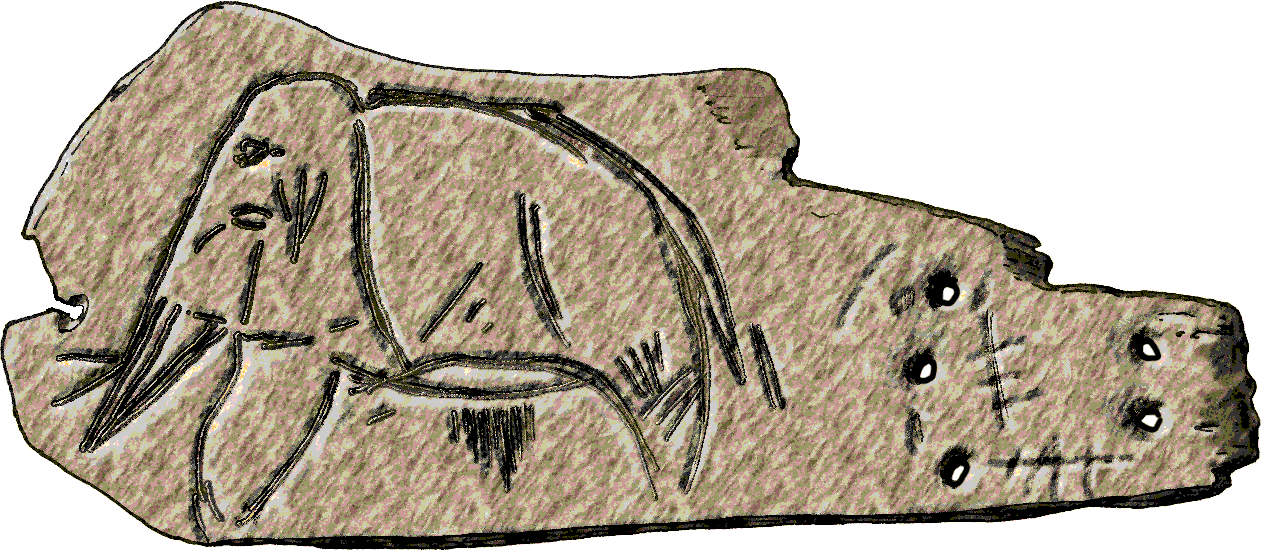
Rappresentazione di un mammut su una piastra di avorio, ritrovato nel sito di Mal'ta

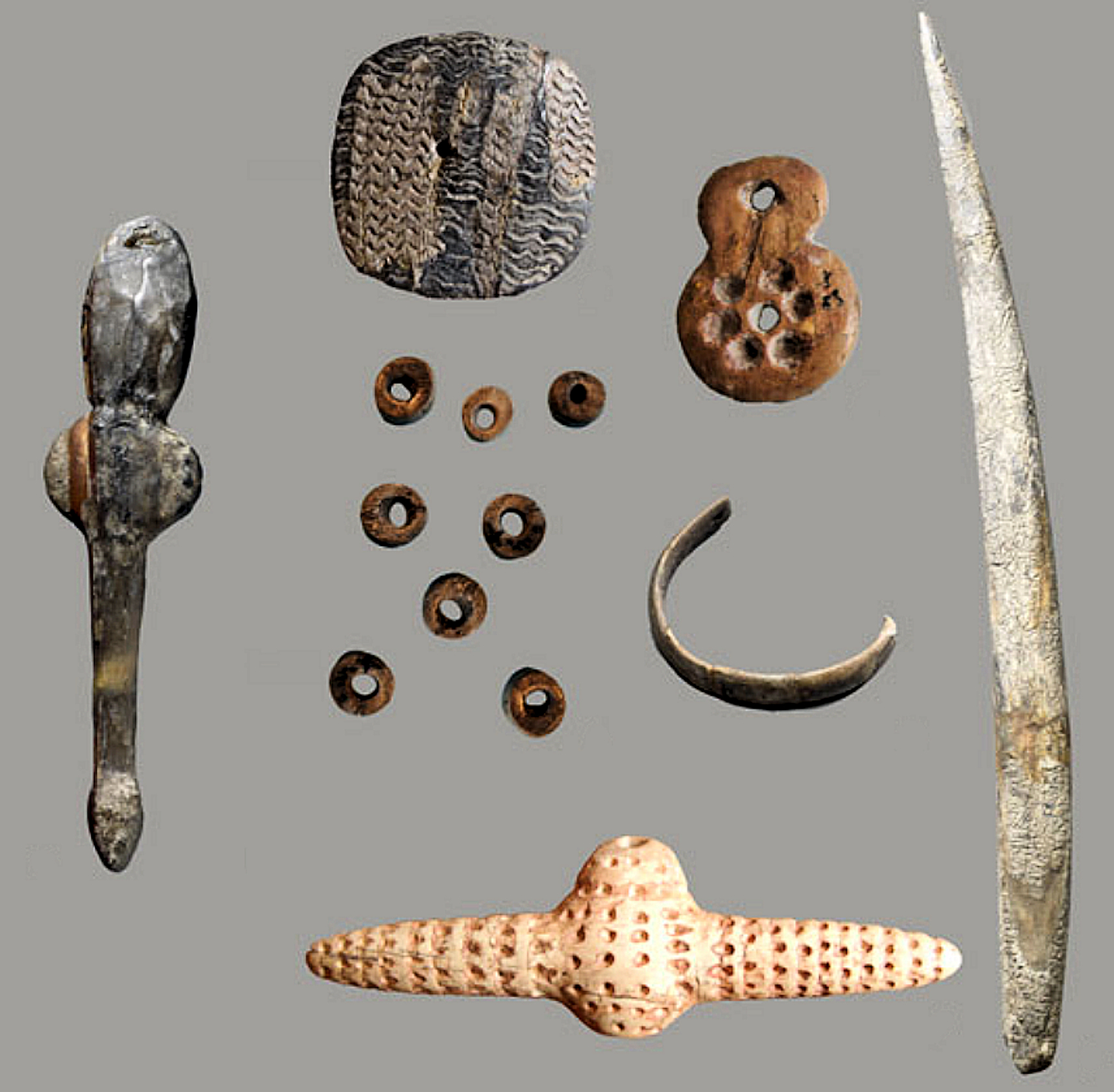
Oggetti ritrovati nella sepoltura del bambino di Mal'ta

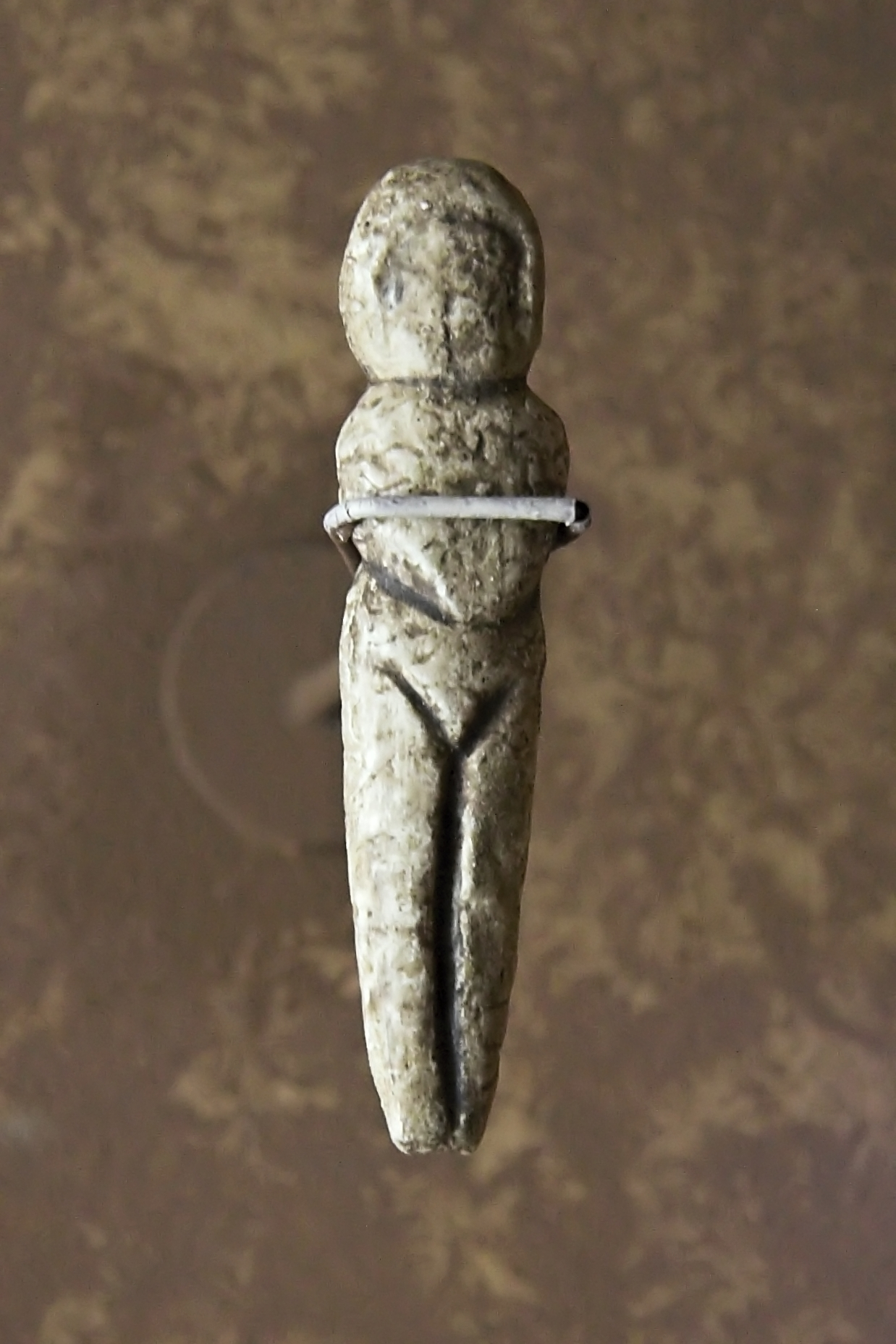
Venere di Mal'ta

## Descrizione
I dati archeologici sembrerebbero indicare che il sito di Mal'ta è il più antico di tutta la Siberia orientale, tuttavia vi sono alcuni dubbi sulla sua effettiva datazione.
Le popolazioni di Mal'ta abitavano in strutture semi-sotterranee con pareti costruite con grandi ossa di animali, mentre il tetto, che avrebbe protetto gli abitanti dal rigido clima siberiano, era costruito con corna di renna e pelli, simili a quelle trovate in alcune aree archeologiche riferibili al paleolitico superiore dell'Ucraina, della Repubblica ceca e della Francia.
La cultura di Mal'ta-Buret' è caratterizzata dall'utilizzo della tecnica della scheggiatura diretta della selce per la produzione di oggetti litici, mentre è assente la tecnica della scheggiatura a pressione, come mancano i grandi raschiatoi comuni in altri siti paleolitici siberiani.
Spesso viene considerata come appartenente al gravettiano, a causa delle somiglianze nella produzione delle cosiddette statuette di Venere, ma qualsiasi ipotetica connessione sarebbe culturale e non genetica, dato che uno studio genomico ha dimostrato che il popolo Mal'ta non ha connessioni genetiche con il popolo europei appartenenti alla cultura gravettiana europea.
Nonostante la corrispondenza delle tecniche produttive, degli strumenti utilizzati e della tipologia dei manufatti litici ritrovati nei siti di Mal'ta e di Buret', rilevata sin dalla scoperta di quest'ultimo nel 1936, la produzione litica ritrovata a Buret' risulta pù grossolona, di minore qualità riispetto a quella ritrovata a Mal'ta, tanto da definire la prima come seriale, se non industriale, e la seconda, come aritistico-artigianale.

## Genetica
Ricerche genetiche svolte sul bambino di Mal'ta e pubblicate nel 2014, suggeriscono che le genti di questa cultura, o comunque ad esse relazionate, abbiano contribuito al pool genico degli Antichi eurasiatici settentrionali (ANE Ancient North Eurasians in inglese ), da cui discendono le attuali popolazioni euroasiatiche - eccetto quelle dell'Asia orientale - e i nativi americani.
Studi del 2015 indicano che questa popolazione era affine ai cacciatori-raccoglitori orientali (EHG - Eastern hunter-gatherer in inglese), dall'Europa orientale, che avrebbe contribuito a formare l'eredità genetica degli Jamna. 
Sulla base di questi studi, successivamente è stato definito il cosiddetto Cluster di Mal'ta, un cluster genico, un gruppo composto da 3 individui risalenti ad un periodo compreso tra 24 000 - 17 000 dal presente, che posto in relazione ad altri cluster genetici paleolitici, è utilizzato nello studio dell'evoluzione dei Primi esseri umani moderni europei (EEMH, da European early modern humans). Il cluster è formato dai fossili di Ma1, e di AG2 and AG3 rinvenuti nel sito archeologico di Afontova Gora, vicino alla città di Krasnoyarsk, nella Russia siberiana.

## Arte
Durante il paleolitico superiore si riscontravano due principali tipi di arte: l'arte murale, concentrata nell'Europa occidentale, e la cosiddetta arte portatile. Quest'ultima, in genere incisioni su zanne d'avorio o corno di cervo, si estendeva dall'Europa occidentale fino all'Asia settentrionale e centrale. I resti artistici di oggetti in osso, avorio e corno, sapientemente intagliati, raffiguranti uccelli e donne umane, sono i più comuni; questi oggetti rappresentano il tratto distintivo della cultura di Mal'ta-Buret.
Forse il miglior esempio di arte portatile sono le cosiddette figurine di Venere. Prima della loro scoperta a Mal'ta, queste statutette si trovavano solo in Europa. Scolpite dalla zanna d'avorio di un mammut, queste immagini erano in genere altamente stilizzate e spesso presentavano caratteristiche elaborate e sproporzionate, tipicamente nel seno o nei glutei; è opinione diffusa che queste caratteristiche enfatizzate fossero simboli di fertilità. A Mal'ta sono state rinvenute circa trenta statuette femminili di varie forme. L'ampia varietà di forme, unita al realismo delle sculture e alla mancanza di ripetitività nei dettagli, sono segni inequivocabili di un'arte sviluppata, seppur precoce.
Le statuette di Veneri di Mal'ta sono di due tipi: donne a figura intera con forme esagerate e donne dalle forme sottili e delicate. Alcune figure sono nude, mentre altre presentano incisioni che sembrano indicare pellicce o abiti. Al contrario, a differenza di quelle rinvenute in Europa, alcune di queste statuette recano scolpiti i volti. 
La maggior parte delle statuette sono rastremata alla base, e si ritiene che ciò servisse a consentire loro di essere piantate nel terreno o comunque disposte in posizione verticale. Collocate in posizione verticale, avrebbero potuto simboleggiare gli spiriti dei defunti, simili alle bambole degli spiriti utilizzate in altre parti del mondo.
Le statuette di Mal'ta suscitano interesse nel mondo occidentale perché sembrano avere la stessa forma di base delle statuette femminili europee più o meno dello stesso periodo, il che suggerisce un qualche legame culturale e cultuale. Questa somiglianza tra Mal'ta e l'Europa del Paleolitico superiore coincide con altre similitudini ipotizzate tra queste popolazioni, come negli strumenti e nelle strutture abitative.
Oltre alle statuette femminili, si trovano sculture di uccelli raffiguranti cigni, oche e anatre. Attraverso un'analogia etnografica che confronta gli oggetti in avorio e le sepolture di Mal'ta con gli oggetti utilizzati dagli sciamani siberiani del XIX e XX secolo, è stato ipotizzato che rappresentino la prova di uno sciamanesimo pienamente sviluppato.

### Libri
- (EN) Edith M Shimkin Anatoly I Martynov e Demitri B Shimkin, The Ancient Art of Northern Asia, University of Illinois Press, 1991, ISBN 0252012194.

### Riviste
- (EN) Raghavan, Maanasa, Skoglund, Pontus, Graf, Kelly E., Metspalu, Mait, Albrechtsen, Anders, Moltke, Ida, Rasmussen, Simon, Stafford Jr, Thomas W., Orlando, Ludovic, Metspalu, Ene, Karmin, Monika, Tambets, Kristiina, Rootsi, Siiri, Mägi, Reedik, Campos, Paula F., Balanovska, Elena, Balanovsky, Oleg, Khusnutdinova, Elza, Litvinov, Sergey, Osipova, Ludmila P., Fedorova, Sardana A., Voevoda, Mikhail I., DeGiorgio, Michael, Sicheritz-Ponten, Thomas, Brunak, Søren, Demeshchenko, Svetlana, Kivisild, Toomas, Villems, Richard, Nielsen, Rasmus, Jakobsson, Mattias e Willerslev, Eske, Upper Palaeolithic Siberian genome reveals dual ancestry of Native Americans, in Nature, vol. 505, n. 481, 2014,  pp. 87–91, DOI:10.1038/nature12736. URL consultato il 22 maggio 2025.
- Haak W, Lazaridis I, Patterson N, Rohland N, Mallick S, Llamas B, Brandt G, Nordenfelt S, Harney E, Stewardson K, Fu Q, Mittnik A, Bánffy E, Economou C, Francken M, Friederich S, Pena RG, Hallgren F, Khartanovich V, Khokhlov A, Kunst M, Kuznetsov P, Meller H, Mochalov O, Moiseyev V, Nicklisch N, Pichler SL, Risch R, Rojo Guerra MA, Roth C, Szécsényi-Nagy A, Wahl J, Meyer M, Krause J, Brown D, Anthony D, Cooper A, Werner Alt K, Reich D, Massive migration from the steppe was a source for Indo-European languages in Europe, in Nature, vol. 522, n. 7555, 2015,  pp. 207–211, Bibcode:2015Natur.522..207H, DOI:10.1038/nature14317, PMC 5048219, PMID 25731166, arXiv:1502.02783.
- (EN) Qiaomei Fu, Cosimo Posth, Mateja Hajdinjak, Petr M, Mallick S, Fernandes D, Furtwängler A, Haak W, Meyer M, Mittnik A, Nickel B, Peltzer A, Rohland N, Slon V, Talamo S, Lazaridis I, Lipson M, Mathieson I, Schiffels S, Skoglund P, Derevianko AP, Drozdov N, Slavinsky V, Tsybankov A, Cremonesi RG, Mallegni F, Gély B, Vacca E, Morales MR, Straus LG, Neugebauer-Maresch C, Teschler-Nicola M, Constantin S, Moldovan OT, Benazzi S, Peresani M, Coppola D, Lari M, Ricci S, Ronchitelli A, Valentin F, Thevenet C, Wehrberger K, Grigorescu D, Rougier H, Crevecoeur I, Flas D, Semal P, Mannino MA, Cupillard C, Bocherens H, Conard NJ, Harvati K, Moiseyev V, Drucker DG, Svoboda J, Richards MP, Caramelli D, Pinhasi R, Kelso J, Patterson N, Krause J, Pääbo S e Reich D., The genetic history of Ice Age Europe, in Nature, vol. 534, n. 7606, 2016,  pp. 200–205, DOI:10.1038/nature17993. URL consultato il 17 giugno 2025.